# Осечина
Осечина је насељено место у Србији и седиште истоимене општине у Колубарском управном округу. Према попису из 2022. било је 2.456 становника. Осечина је лоцирана с обе стране савременог пута Ваљево-Лозница, 34km северозападно од Ваљева и 130km југоисточно од Београда. У време формирања припада насељима збијеног типа и друмског облика. Одликује се знатном урбанистичком уређеношћу и комуналном инфраструктуром.
У Осечини се од 2006. године одржава Сајам шљива. Овде се налази Црква Вазнесења Господњег, која представља непокретно културно добро као споменик културе. Такође, ту су ОШ „Браћа Недић” Осечина и Спомен костурница и споменици у Осечини.

## Историја

### У 16. веку
Први помен села је забележен у турском попису (тефтеру) за хиџретску 934. годину, тј. 1527/1528. годину по садашњем рачунању времена.
Транскрибован на модерни турски, са османске арабице, унос са 265. странице тефтера TD 144 је гласио овако:
Osiçane karye, Valyeva nahiye - Село Осичане (Осечина), Нахија Ваљево

### Каснија времена
Место се почело интензивно насељавати око 1790. године. По народном предању Осечина је раније до досељавања Херцеговаца Недића (из села Црне Леске), имало само једну малу кућу - чатрљицу. У тој дрвеној кућици живели су стари Рајо са бабом Трњином. Рајо је зауставио на свом великом имању, Владислава Недића са његовом великом породичном задругом. Недића кућа је била друга кућа у Осечини.
По харачком тефтеру из 1818. године Осечина има 62 куће, са 86 породица и 191 харачка лица.
Мештани Осечине су 1891. године званично тражили од Народне скупштине Краљевине Србије, да место добије статус варошице.
Указом Краља од 8. априла 1925. године насеље је добило статус варошице.

## Демографија
У насељу Осечина (варошица) живи 2426 пунолетних становника, а просечна старост становништва износи 35,5 година (34,8 код мушкараца и 36,3 код жена). У насељу има 984 домаћинства, а просечан број чланова по домаћинству је 3,22.
Ово насеље је великим делом насељено Србима (према попису из 2002. године), а у последња три пописа, примећен је пораст у броју становника.
|             | \| Демографија[6] \| Демографија[6] \| Демографија[6] \| \| Година \| Становника \| Становника \| \| -------------- \| -------------- \| -------------- \| \| 1948. \| 584 \| \| \| 1953. \| 667 \| \| \| 1961. \| 808 \| \| \| 1971. \| 1.026 \| \| \| 1981. \| 1.922 \| \| \| 1991. \| 2.934 \| 2.844 \| \| 2002. \| 3.172 \| 3.338 \| \| 2011. \| 2.704 \| \| |            |
| Демографија | |            |
| Година      | Становника | Становника |
| 1948.       | 584 |            |
| 1953.       | 667 |            |
| 1961.       | 808 |            |
| 1971.       | 1.026 |            |
| 1981.       | 1.922 |            |
| 1991.       | 2.934 | 2.844      |
| 2002.       | 3.172 | 3.338      |
| 2011.       | 2.704 |            |

| Етнички састав према попису из 2002.‍ | Етнички састав према попису из 2002.‍ | Етнички састав према попису из 2002.‍ | Етнички састав према попису из 2002.‍ | Етнички састав према попису из 2002.‍ |
| ------------------------------------ | ------------------------------------ | ------------------------------------ | ------------------------------------ | ------------------------------------ |
|                                      |                                      |                                      |                                      |                                      |
| Срби                                 | Срби                                 |                                      | 3.138                                | 98,92%                               |
| Црногорци                            | Црногорци                            |                                      | 9                                    | 0,28%                                |
| Југословени                          | Југословени                          |                                      | 4                                    | 0,12%                                |
| Хрвати                               | Хрвати                               |                                      | 3                                    | 0,09%                                |
| Македонци                            | Македонци                            |                                      | 2                                    | 0,06%                                |
| Русини                               | Русини                               |                                      | 1                                    | 0,03%                                |
| Немци                                | Немци                                |                                      | 1                                    | 0,03%                                |
| непознато                            | непознато                            |                                      | 8                                    | 0,25%                                |

| Година пописа     | 1948. | 1953. | 1961. | 1971. | 1981. | 1991. | 2002. |
| ----------------- | ----- | ----- | ----- | ----- | ----- | ----- | ----- |
| Број домаћинстава | 214   | 219   | 261   | 356   | 635   | 925   | 984   |

| Број чланова      | 1   | 2   | 3   | 4   | 5  | 6  | 7 | 8 | 9 | 10 и више | Просек |
| ----------------- | --- | --- | --- | --- | -- | -- | - | - | - | --------- | ------ |
| Број домаћинстава | 129 | 202 | 184 | 326 | 89 | 44 | 9 | 0 | 1 | 0         | 3,22   |

| Пол    | Укупно | Неожењен/Неудата | Ожењен/Удата | Удовац/Удовица | Разведен/Разведена | Непознато |
| ------ | ------ | ---------------- | ------------ | -------------- | ------------------ | --------- |
| Мушки  | 1.266  | 380              | 846          | 23             | 17                 | 0         |
| Женски | 1.314  | 276              | 849          | 136            | 51                 | 2         |
| УКУПНО | 2.580  | 656              | 1.695        | 159            | 68                 | 2         |

| Пол    | Укупно                    | Пољопривреда, лов и шумарство | Рибарство                            | Вађење руде и камена | Прерађивачка индустрија       |
| ------ | ------------------------- | ----------------------------- | ------------------------------------ | -------------------- | ----------------------------- |
| Мушки  | 728                       | 164                           | 0                                    | 1                    | 263                           |
| Женски | 624                       | 181                           | 0                                    | 0                    | 198                           |
| УКУПНО | 1.352                     | 345                           | 0                                    | 1                    | 461                           |
| Пол    | Производња и снабдевање   | Грађевинарство                | Трговина                             | Хотели и ресторани   | Саобраћај, складиштење и везе |
| Мушки  | 23                        | 26                            | 69                                   | 26                   | 22                            |
| Женски | 7                         | 4                             | 62                                   | 15                   | 8                             |
| УКУПНО | 30                        | 30                            | 131                                  | 41                   | 30                            |
| Пол    | Финансијско посредовање   | Некретнине                    | Државна управа и одбрана             | Образовање           | Здравствени и социјални рад   |
| Мушки  | 4                         | 5                             | 63                                   | 22                   | 14                            |
| Женски | 10                        | 5                             | 51                                   | 31                   | 40                            |
| УКУПНО | 14                        | 10                            | 114                                  | 53                   | 54                            |
| Пол    | Остале услужне активности | Приватна домаћинства          | Екстериторијалне организације и тела | Непознато            | Непознато                     |
| Мушки  | 18                        | 0                             | 0                                    | 8                    | 8                             |
| Женски | 10                        | 0                             | 0                                    | 2                    | 2                             |
| УКУПНО | 28                        | 0                             | 0                                    | 10                   | 10                            |